# Catrin Olsson
Catrin Olsson är en svensk sångerska som deltog i den svenska Melodifestivalen 1989 med melodin När stormen går. Den slutade på 9:e plats. Dansbandet Jigs gjorde en cover på låten samma år.

## Album
- Catrin Olsson - 1989

### Låtlista
1. Leva (B.Ljunggren/H.Almqvst/M.Forsberg)
2. Jag älskar dig (You needed me) (R.Goddrum/A.Berg)
3. One man one woman (B.Andersson/B.Ulvaeus)
4. När stormen går (S.Odenhall/A.Nilsson)
5. Ännu en dag (S.Odenhall/A.Nilsson)
6. Kvar hos dig (II faudrait que tu reviennes) (D.Pomel/J.L.Lahaye/A.Lanty/A.Berg)
7. Jag har sett himmelen (I've never been to me) (K.Hirsch/R.Miller/I.Forsman)
8. Dom säger (Some people) (A:Tarney/A.Berg)
9. Honesty (Billy Joel)
10. Drömmar (B.Butt/K.Almgren)